# Marco Fabio Ambusto
Marco Fabio Ambusto  fue un político y militar de la República romana que ocupó el consulado en tres ocasiones y el cargo de dictador romano en otra.

## Familia y carrera
Hijo, al parecer, del tribuno consular Numerio Fabio Ambusto. Sus consulados tuvieron lugar durante los años 360, 356 y 354 a. C., en una época en la que Roma estaba recuperándose de la derrota sufrida a manos de los galos en la batalla de Alia de 387 a. C. y el saqueo de Roma posterior. Derrotó a los hérnicos en 356 a. C.; obteniendo una ovación por ello y a los tiburinos en 354 a. C., ganando un triunfo por esta última victoria. Fue, sin embargo, derrotado por los tarquinios.
Ocupó el cargo de interrex entre 355 a. C. y 351 a. C., año este último en el que fue nombrado dictador romano. Durante su dictadura, los plebeyos volvieron a ser considerados hábiles para ocupar el consultado, a pesar de sus objeciones.
Existe un cierto desacuerdo entre los historiadores sobre si llegó a ocupar el cargo de censor romano, posiblemente en 358 a. C., y el de princeps senatus en los años posteriores de su vida. Estos dos cargos en esa época estaban conectados, puesto que antes de 209 a. C. todos los princeps senatus debían haber sido censores.
Estaba vivo en 325 a. C., cuando su hijo, Quinto Fabio Máximo Ruliano, magister equitum de Lucio Papirio Cursor, huyó de Roma para evitar la venganza del dictador. Él intercedió en nombre de su hijo, tanto con el Senado como con el pueblo.